# Iglesia de la Santísima Virgen María de Lourdes (Cracovia)
La Iglesia de la Santísima Virgen María de Lourdes (en polaco: Kościół Najświętszej Maryi Panny z Lourdes w Krakowie) es un templo de culto católico en Cracovia, Polonia, dedicado a Nuestra Señora de Lourdes. Fue fundado por los lazaristas y construido entre 1892 y 1894 en el número 37 de la calle Misjonarska, en el distrito de Krowodrza. Es iglesia parroquial desde 1923. En 1932, durante la Polonia de entreguerras, se estableció un coro polifónico en la congregación. El Coro de María (Chór Mariański) ha atraído fama internacional.

## Historia
La primera piedra para la construcción de la iglesia se colocó el 25 de junio de 1892, aunque la primera Congregación de la Misión ya existía en el cercano distrito de Stradom en la segunda mitad del siglo XVII, ampliada por la casa de los Misioneros construida en Kleparz en 1861 y el Seminario fundado en 1878. La iglesia de ladrillo rojo, diseñada por el arquitecto Stefan Żołdani en estilo neogótico, se terminó en dos años bajo la dirección del cardenal Albin Dunajewski.
La parroquia se fundó el 1 de enero de 1923. En la Polonia comunista se fundaron otras dos parroquias más alejadas entre sí. La iglesia fue reformada y pintada varias veces. Se añadieron altares laterales y se amplió el presbiterio. La figura de Nuestra Señora de Lourdes que aparece en el altar mayor, tallada en madera, es una copia exacta de la Madre de Dios de la Gruta de las Apariciones de Lourdes, en el suroeste de Francia, un importante lugar de peregrinación católica romana y de curaciones milagrosas visitado por Juan Pablo II en agosto de 2004.

## Arquitectura
El edificio de la iglesia tiene una longitud total de 42,9 m, una anchura de 16,5 m y una altura de 20,8 m (hasta el tejado metálico) o 45,5 m hasta el campanario. Consta de una nave con dos tramos. Las naves laterales están separadas de la nave central por una hilera de pilares y columnas. La nave central mide 8,5 m de ancho, con una altura de 16,5 m. Las naves laterales tienen 2,5 m de ancho. La iglesia tiene tres altares y un órgano de tubos junto a la entrada, sostenido por columnas metálicas. Fue construida originalmente en el siglo XIX por Otto Rieger de Silesia.

## Coro mariano
La iglesia alberga el Coro Mariański (en polaco: Mieszany Chór Mariański), fundado en 1932 por el reverendo Józef Orszulik en el periodo de entreguerras. Está especializado en la música del Renacimiento y del Barroco, pero también interpreta obras corales medievales y contemporáneas. El coro de voces mixtas interpreta música de J.S. Bach, W.A. Mozart, J. Haydn, G.F. Haendel, así como de los compositores polacos F. Nowowiejski, A. Koszewski, J. Świder, W. Kilar, J. Łuciuk, H.M. Górecki y otros. El coro interpreta y realiza grabaciones comerciales de villancicos anualmente. Los beneficios de la venta de los CD se destinan a acciones benéficas de la Congregación de la Misión.
El Coro Mariański ofrece conciertos con regularidad, algunos de ellos en la propia iglesia. Actúa en ceremonias durante las fiestas nacionales. Además, participa en festivales por toda Europa y Norteamérica. Ha realizado más de 35 viajes al extranjero, incluidas giras por Italia (con una actuación en Castel Gandolfo), Alemania, Bélgica, Dinamarca, República Checa, Estados Unidos, Hungría y Lituania. El grupo ha publicado varias grabaciones, sobre todo recopilaciones de canciones tradicionales populares entre el público durante la Navidad.

El coro ha recibido varios premios prestigiosos, entre ellos el Primer Premio 2012 en el concurso de coros de Pequeña Polonia en Niepołomice, el Tercer Premio en el Festival Internacional de Coros en 2011, la Medalla de Bronce del concurso Cracoviae Merenti (por los logros generales), así como el Hilo de Plata y el Trofeo en el 19 Festival Internacional de Música de Adviento en Praga en 2009, entre otros.